# Durham Light Infantry
Le Durham Light Infantry britannique est un régiment d'infanterie de la British Army (armée de terre britannique), qui combattit au cours des deux conflits mondiaux.